# مستدمية نظيرة النزلية
مستدمية نظيرة النزلية (الاسم العلمي: Haemophilus parainfluenzae) هي نوع من البكتيريا تتبع جنس المستدمية من فصيلة الباستوريلات.